# Cephalozia frondiformis
Cephalozia frondiformis là một loài rêu tản trong họ Cephaloziaceae. Loài này được (Spruce) Spruce miêu tả khoa học lần đầu tiên năm 1882.